# Ophelia S. Lewis
Ophelia S. Lewis (sinh ngày 7 tháng 11 năm 1961) là một tác giả và nhà xuất bản và nhà nhân đạo người Liberia.

## Đời sống
Ophelia S. Lewis đã xuất bản cuốn sách đầu tiên của mình, có tựa đề My Dear Liberia, hồi ký của Liberia trước chiến tranh vào năm 2004. Tiếp theo, bà xuất bản một tập thơ, một tập truyện ngắn, một loạt sách thiếu nhi và một cuốn tiểu thuyết. Lewis là một thành viên chính thức của Mạng lưới Nhà văn Liberia trong suốt quá trình thành lập năm 2005. Bà đã được xuất hiện trong các ấn phẩm học thuật như Lớp học tư duy: Tạp chí quốc tế về đọc, viết và phản ánh phê bình  và Sea Breeze: A Journal của văn học Liberia đương đại.
Các tác phẩm của Lewis có thể được tìm thấy trên một số trang web văn học Liberia. Trong những năm qua, bà đã hợp tác với các tổ chức Liberia như Women of Fire, LAMA (Liberian Association of Metro Atlanta) và SHADES of Liberia để xây dựng lại Liberia và công dân của nó.
| Tựa đề | Năm xuất bản |
| --- | ------------ |
| Trái tim đàn ông (tiểu thuyết) | 2011         |
| Của hồi môn của Virgins & Truyện ngắn khác | 2011         |
| "A" là dành cho Châu Phi (sách thiếu nhi) | 2010         |
| Bảng chữ cái cách cư xử tốt Lưu trữ ngày 1 tháng 9 năm 2011 tại Wayback Machine Lưu trữ ngày 1 tháng 9 năm 2011 tại Wayback Machine (sách thiếu nhi) | 2010         |
| Hành trình (tập thơ) | 2007         |
| Liberia thân yêu của tôi (hồi ký từ trái tim) | 2004         |